# 55-019
55-019 — типовий проєкт універсального магазина на 150 робочих місць. Розроблений інститутом рос. Союзгипроторг при Міністерстві торгівлі СРСР і затверджений 4 травня 1956. Будівлі за проєктом зведені в містах Росії й України і часто називаються ЦУМ — центральний універсальний магазин.
Аналогічний менший проєкт, триповерховий на 100 робочих місць, має номер 56-073; аналогічний більший, 8 кроків шириною на 200 робочих місць — 55-020.

## Опис
5-поверхова будівля з підвалом і 6-м технічним поверхом. 1-й, 2-й, 3-й поверхи торговельні висотою по 4,2 м; 4-й і 5-й — складські висотою по 3,3 м; підвал висотою 3,3 м; техповерх 2,7 м. Висота будівлі 23,6 м.
Збірний залізобетонний каркас із сіткою колон 6×6 м, по фасаді 6 кроків, по глибині 5 кроків. Симетрична в плані будівля, позаду цегляні прибудови, часто має пізніші добудови.
Площа забудови 1983 м², торговельна — 2687 м², складська — 2032 м², господарчих та адміністративних приміщень — 790 м², технічних — 1369 м².

## Галерея

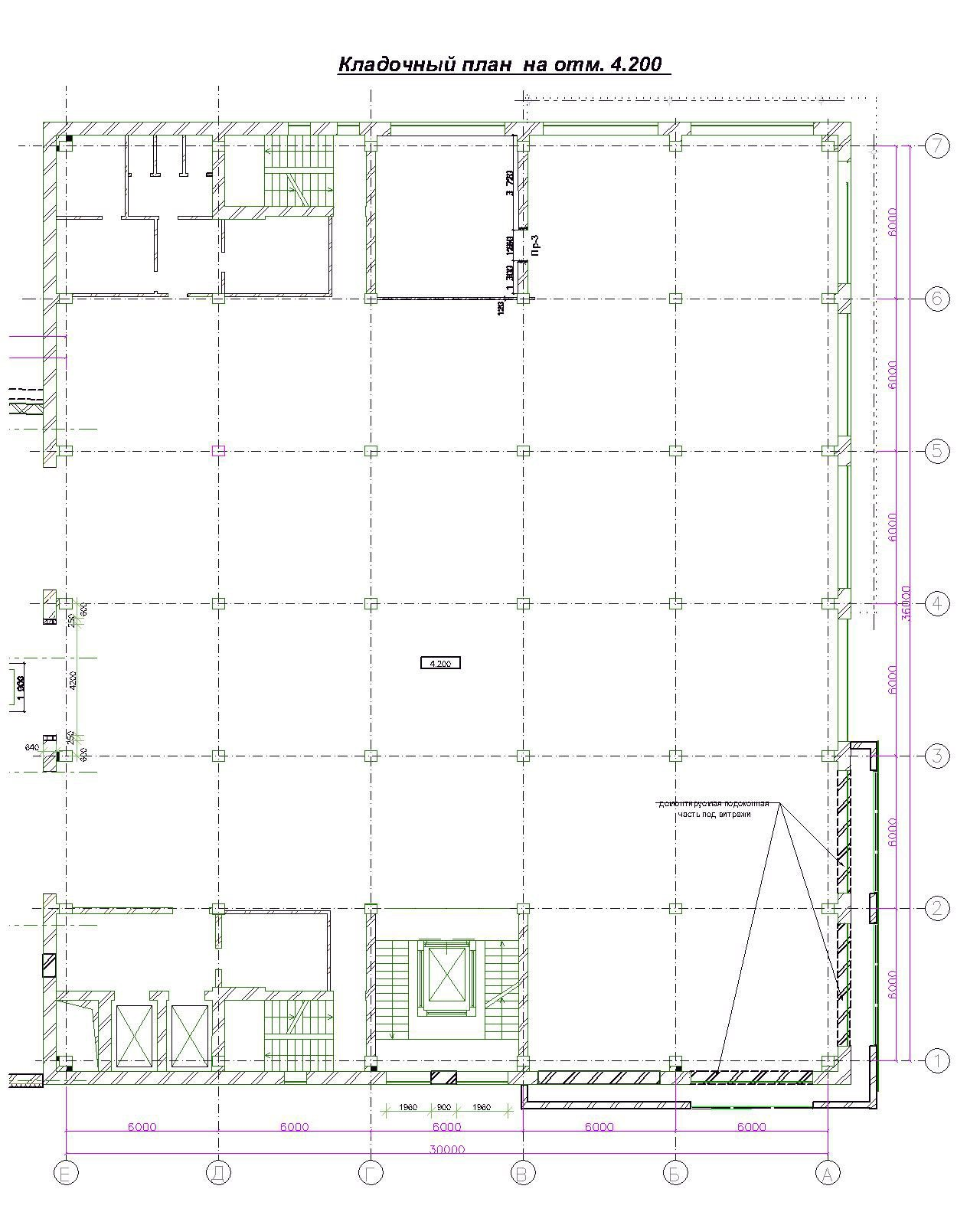
Кропивницький, ДЕПОт Центр, спочатку ЦУМ «Кіровоград» (архітектор О. Сидоренко, 1955), потім магазин «Дитячий світ». плян реконструкції
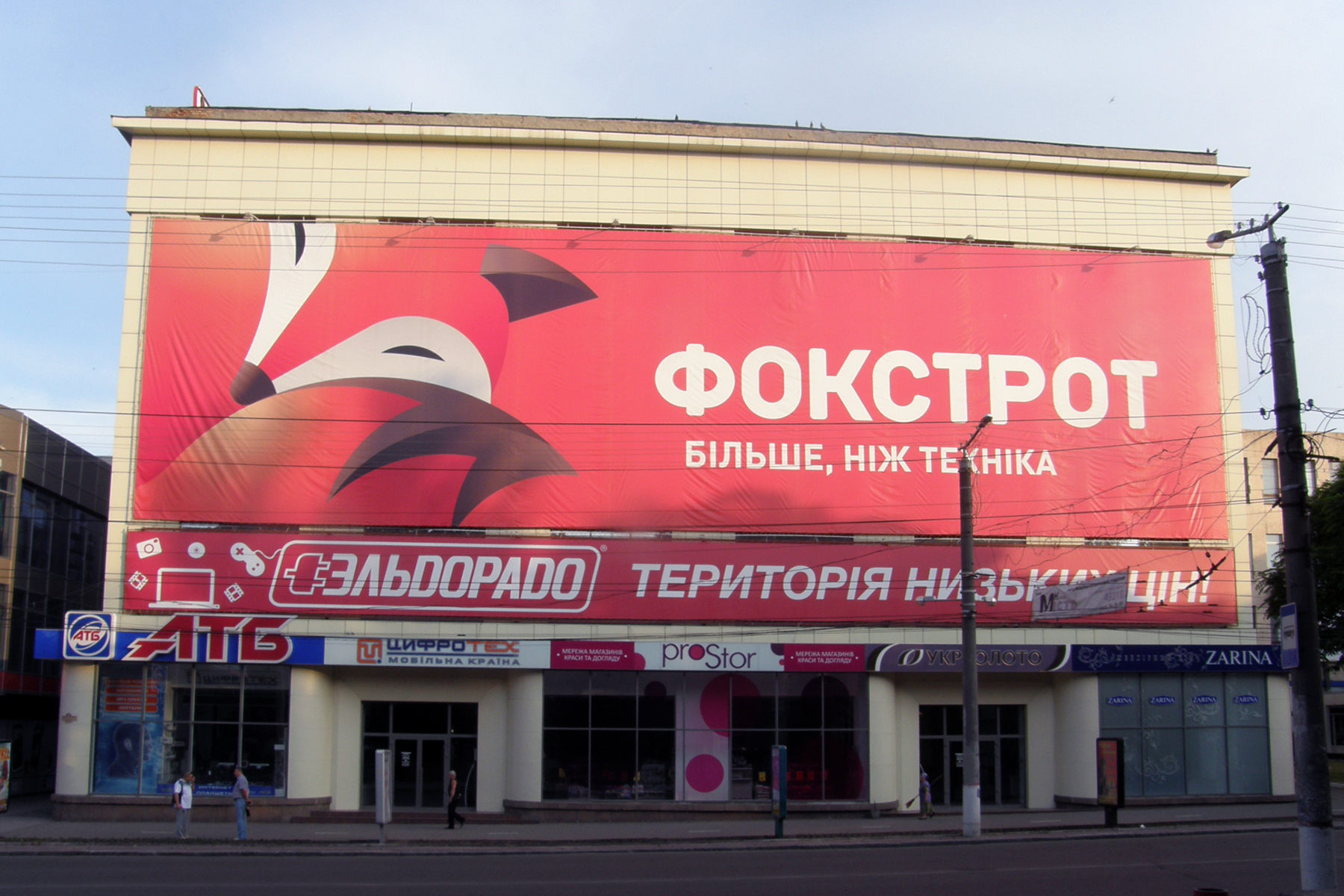
Кропивницький, ДЕПОт Центр, спочатку ЦУМ «Кіровоград» (архітектор О. Сидоренко, 1955), потім магазин «Дитячий світ». до реконструкції
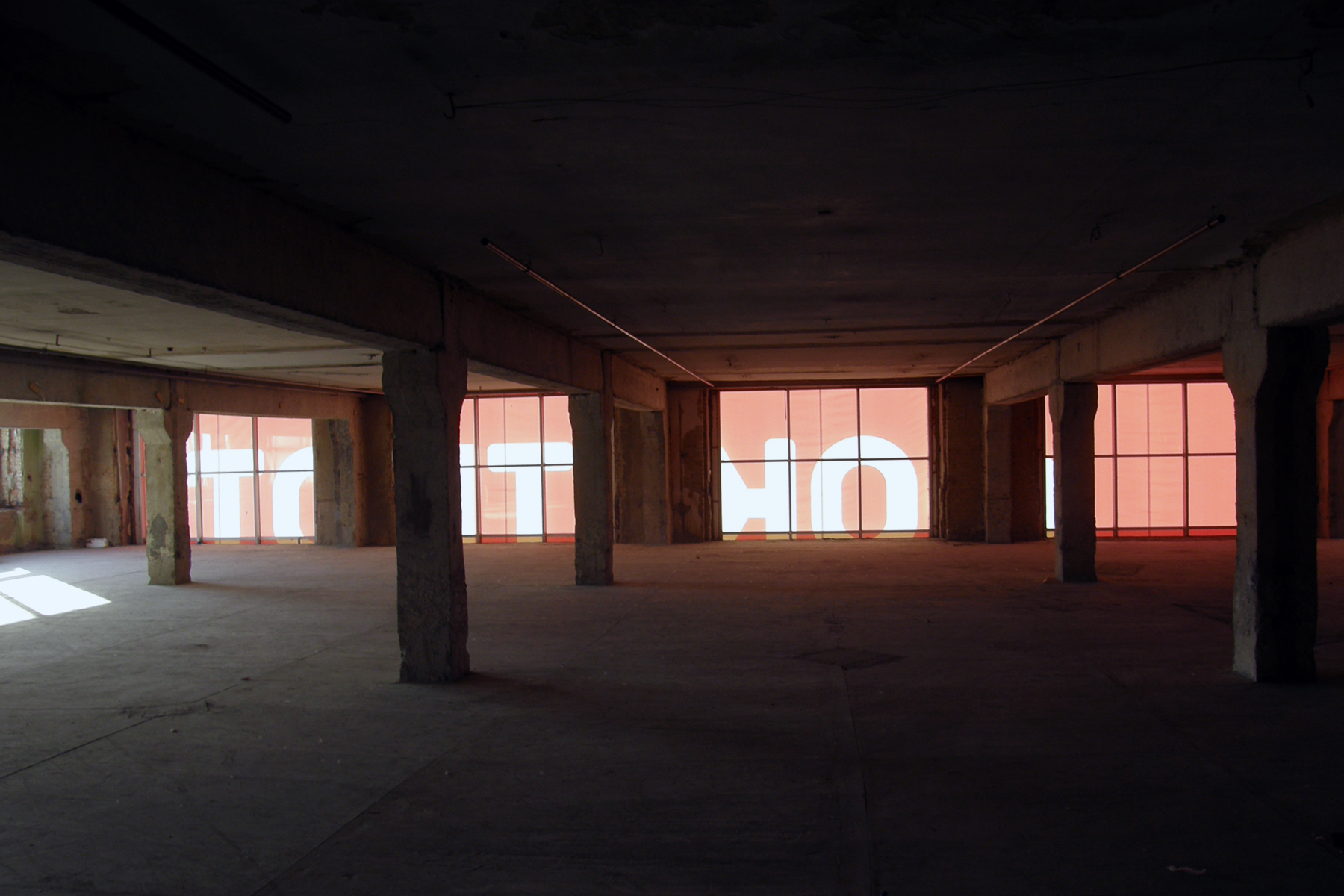
Кропивницький, ДЕПОт Центр, спочатку ЦУМ «Кіровоград» (архітектор О. Сидоренко, 1955), потім магазин «Дитячий світ» всередині
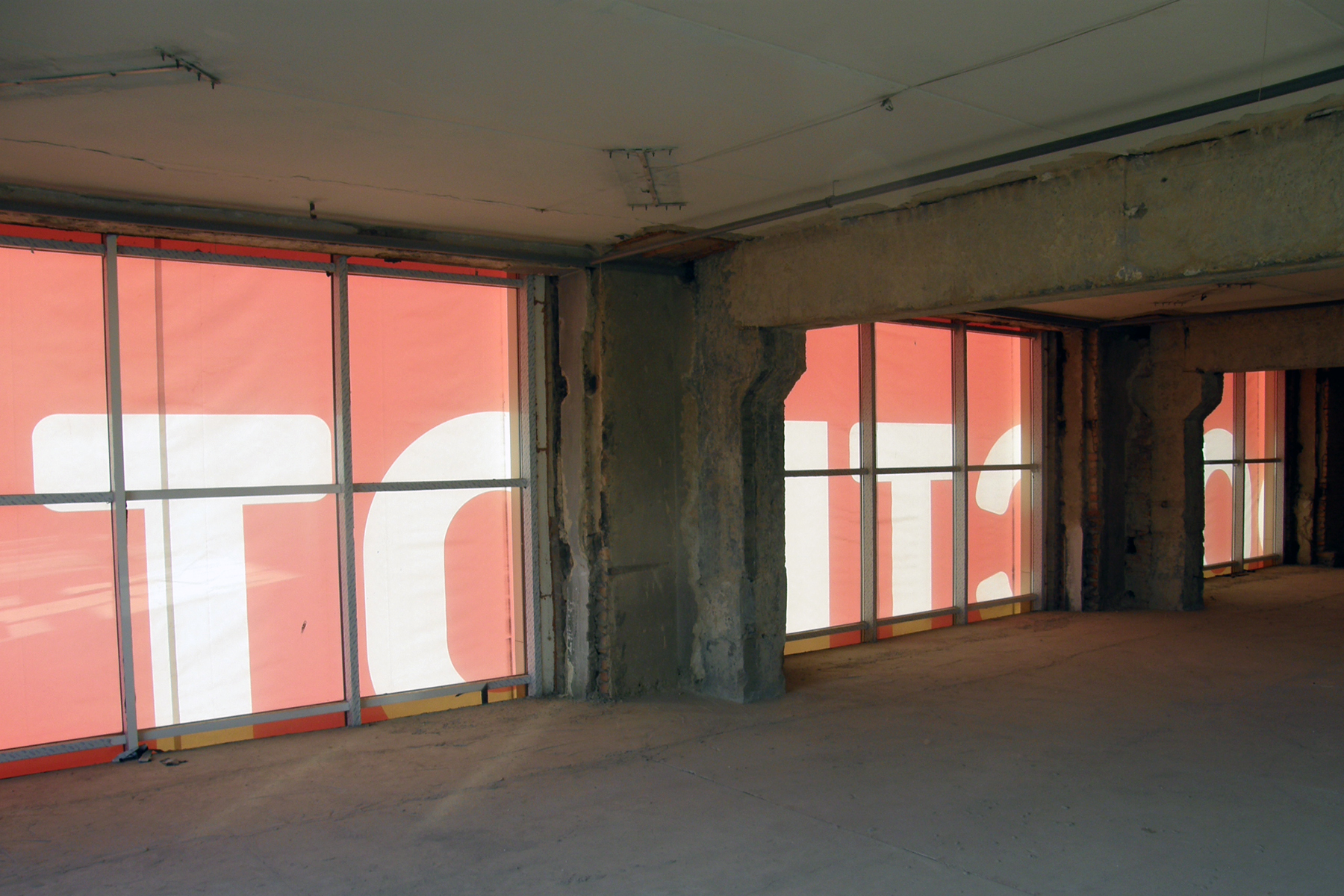
Кропивницький, ДЕПОт Центр, спочатку ЦУМ «Кіровоград» (архітектор О. Сидоренко, 1955), потім магазин «Дитячий світ» всередині
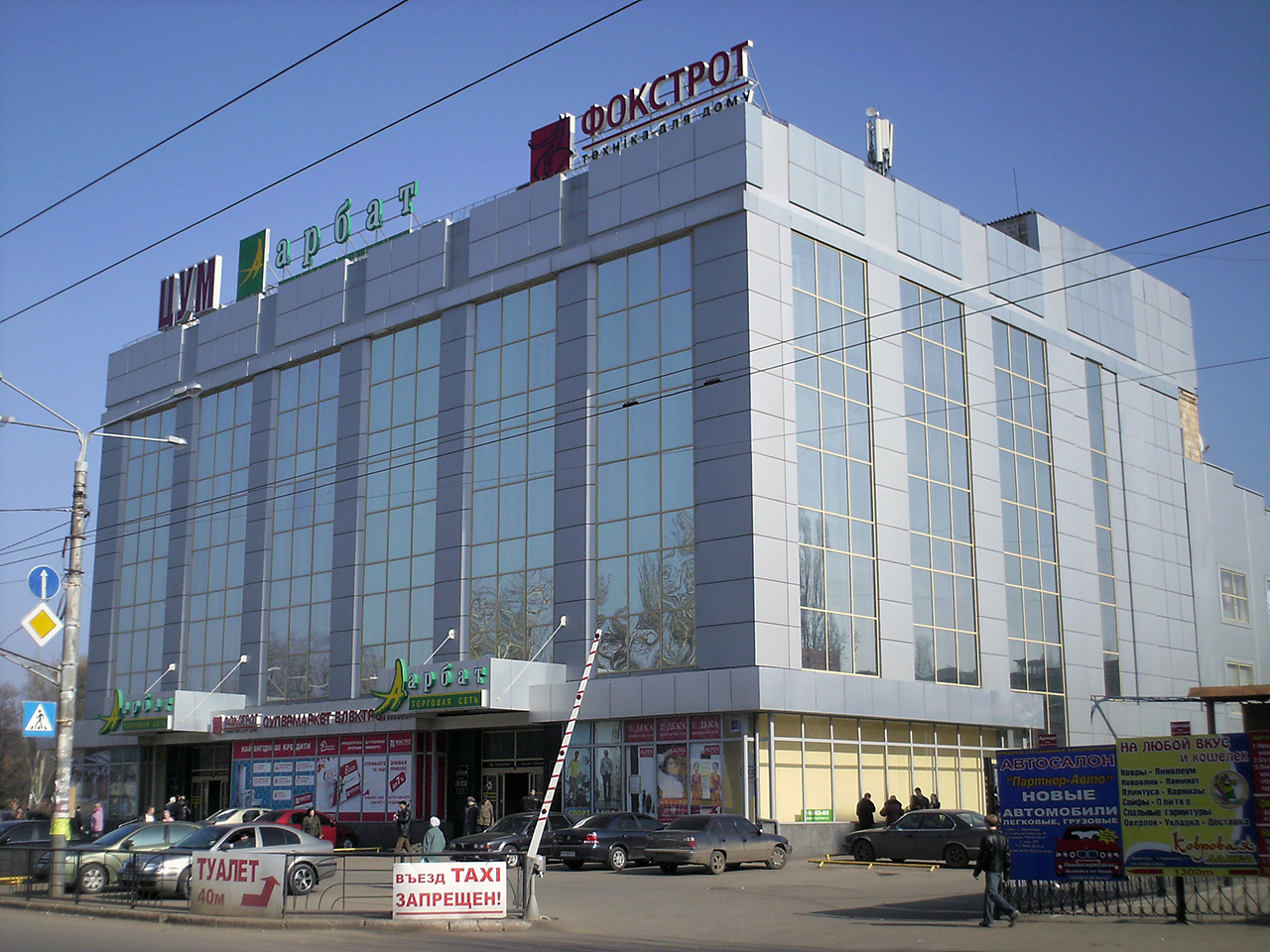
Краматорськ, ЦУМ, спочатку «Кристал», 1964
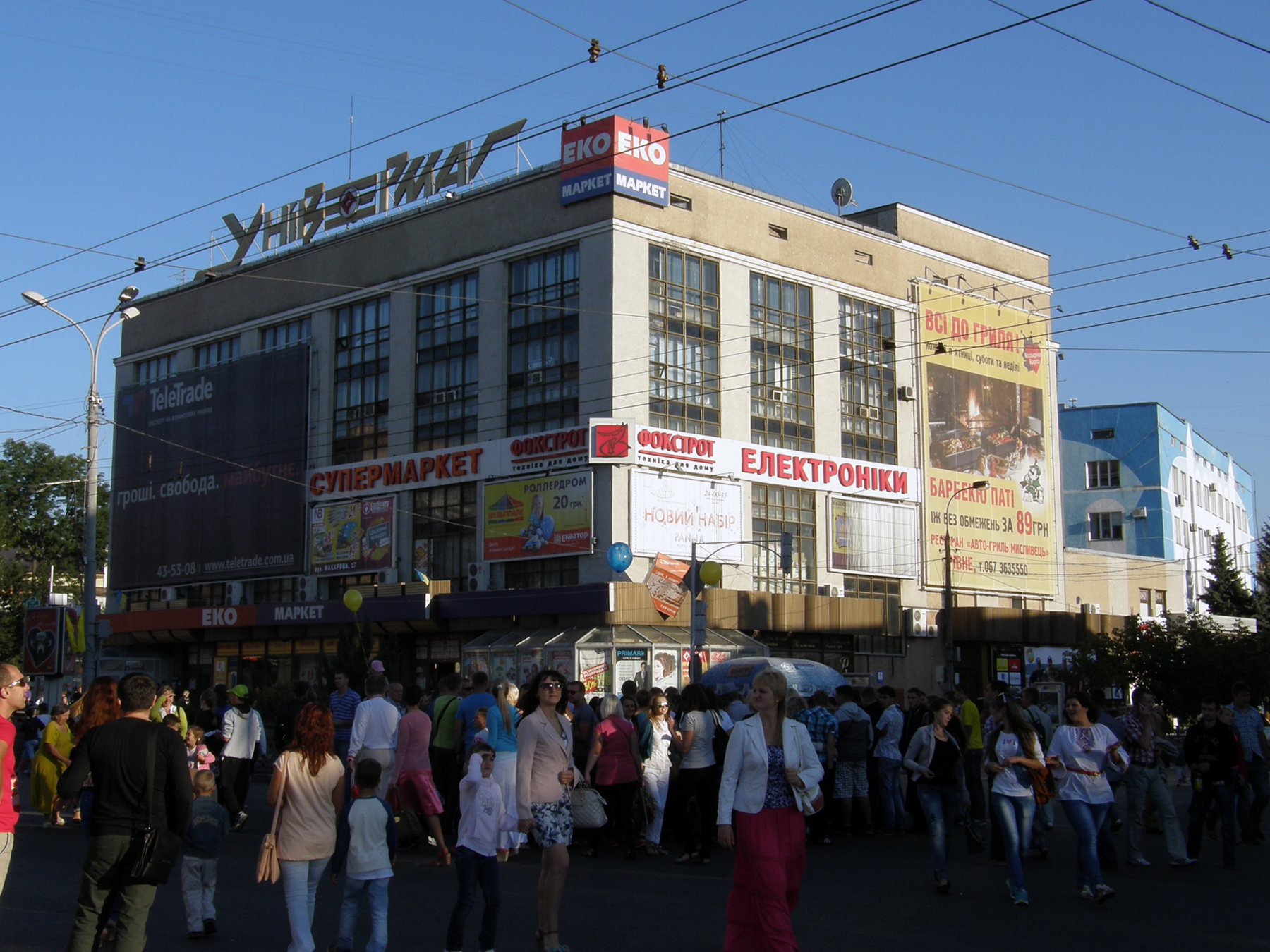
Рівне, ЦУМ, 1964
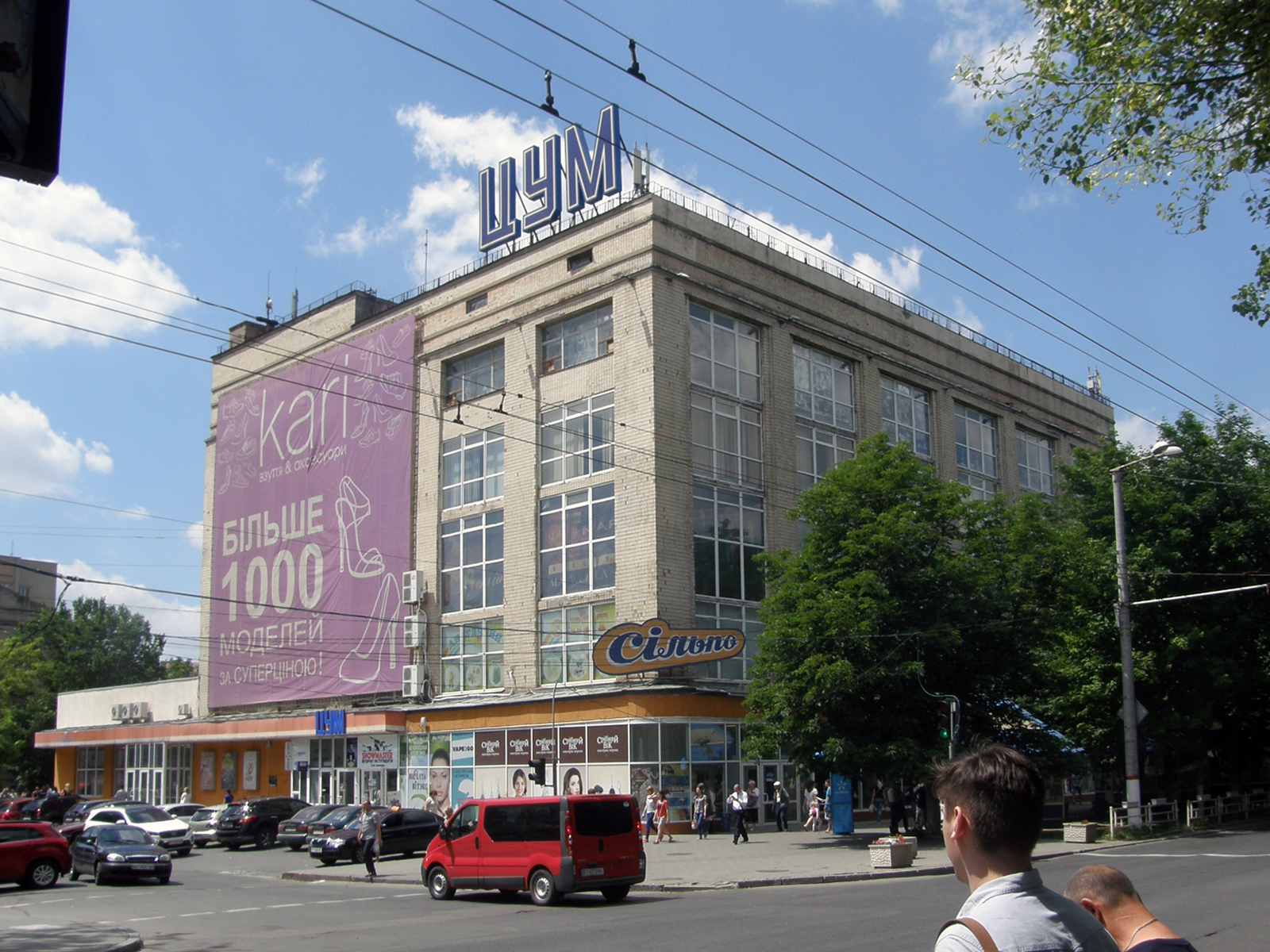
Херсон, ЦУМ, 1965
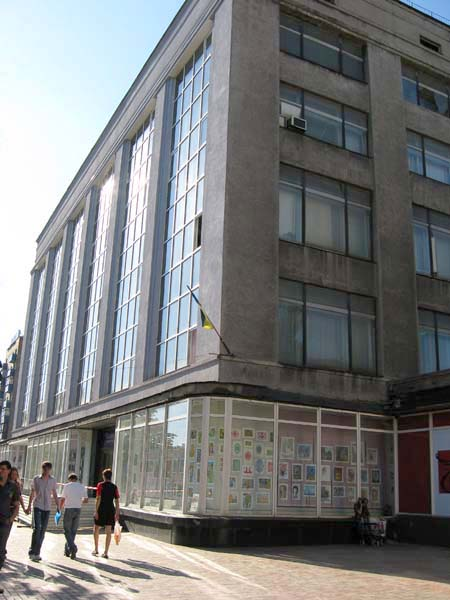
Маріюпіль, універмаг «Україна» (ЦУМ)